# Pomponio Cotta
Pomponio Cotta (Milano, ... – Novara, 11 settembre 1579) è stato un vescovo cattolico italiano.

## Biografia
Nato dalla nobile famiglia dei Cotta di Milano, Pomponio Cotta intraprese la carriera ecclesiastica in quanto figlio secondogenito, laureandosi in giurisprudenza all'Università degli studi di Pavia e divenendo nel 1557 lettore delle scuole Canobiane di Milano. Nel 1560 divenne uditore del tribunale della Sacra Rota presso la Curia romana.
Venne proposto per la sede episcopale di Novara, in età già avanzata, il 19 luglio 1577.
Morì a Novara l'11 settembre 1579 e venne sepolto nella cattedrale cittadina.